# Athripsodes iltschi
Athripsodes iltschi is een schietmot uit de familie Leptoceridae. De soort komt voor in het Palearctisch gebied.